# Казачье-Лопанский поселковый совет
Каза́чье-Ло́панский поселко́вый сове́т (укр. Козачолопанський) — поселковый совет, который входит в состав
Дергачёвского района Харьковской области Украины.
Административный центр поселкового совета находится в селе пгт Казачья Лопань.

## История
- 1920-е годы — дата образования сельского Совета депутатов трудящихся в составе … волости Харьковского уезда Харьковской губернии Украинской Советской Социалистической Республики.
- С марта 1923 года по сентябрь 1930 — в составе Харьковского о́круга, с февраля 1932 — Харьковской области УССР.
- Входил в Деркачёвский район Харьковской области. В период, когда Деркачёвский район был упразднён, входил в Харьковский район.
- Поселковый совет был преобразован из сельского после присвоения Каз. Лопани статуса посёлок городского типа в 1938 году.
- После 17 июля 2020 года в рамках административно-территориальной реформы по новому делению Харьковской области[5][6] данный поссовет и весь Дергачёвский район Харьковской области был ликвидирован; входящие в него населённые пункты и его территории присоединены к Харьковскому району области.
- Совет просуществовал более девяноста лет.

## Населённые пункты совета
- пгт Каза́чья Ло́пань
- посёлок Ветерина́рное
- село Грано́в (Граны́)
- село Но́вая Каза́чья
- село Шевче́нко

### Ликвидированные населённые пункты
- село Молоча́рка